# Gibraltar Amateur Swimming Association
Gibraltar Amateur Swimming Association (kurz GASA; deutsch „Gibraltar Amateur-Schwimmverband“) ist der Dachverband für den Schwimmsport im britischen Überseegebiet Gibraltar. Als einer von 42 Sportfachverbänden untersteht er dem Sportministerium (Ministry for Sport) von Gibraltar, dem wiederum der Minister für Kultur, Kulturerbe, Sport und Freizeit (Minister of Culture, Heritage, Sport & Leisure), Hon Edwin Reyes, vorsteht. Verbandspräsidentin des 1946 gegründeten Schwimmverbandes ist seit 2010 Denise Reyes; die Nationalmannschaft trainiert Joe Santos. Den rund 350 Aktiven steht im lediglich 6,5 km² großen Territorium eine verbandseigene Schwimmhalle mit 25-m-Becken und sechs Bahnen zur Verfügung. Darüber hinaus kann die Organisation das Freibad der wohltätigen Stiftung Nuffield Trust nutzen, die ein 50-m-Becken mit ebenfalls sechs Bahnen ihr Eigen nennt.
Die Gibraltar Amateur Swimming Association ist einer von 18 Sportverbänden des Landes, die von den jeweiligen internationalen Dachverbänden anerkannt werden. So ist es Vollmitglied im europäischen Schwimmverband LEN und im Weltschwimmverband FINA.